# 5380 Спріґґ
5380 Спріґґ (5380 Sprigg) — астероїд головного поясу. Відкритий 7 травня 1991 року Робертом Макнотом. Названий на честь австралійського геолога, океанографа й біолога Реджиналда Спріґґа.
Тіссеранів параметр щодо Юпітера — 3,376.